# Rockland (Wisconsin)
Rockland è un comune degli Stati Uniti d'America, situato in Wisconsin, diviso tra la contea di La Crosse e la contea di Monroe.